# 1972年沖繩縣知事選舉
1972年沖繩縣知事選舉於1972年6月25日在沖繩縣舉行。這是沖繩復歸日本以後舉行的第一次知事選舉，同一天舉行沖繩縣議會議員選舉。
此次選舉共有兩名候選人參加競選，分別是革新派的原琉球政府行政主席屋良朝苗和受到自由民主黨支持的前行政主席大田政作。最後屋良朝苗領先7萬票以上，成功當選第一任沖繩縣知事。

## 选举焦点
本次选举是沖繩縣知事戰後第1次选举，在返還前夕，琉球民众对于美国势力退出与返回日本形式仍有争议。然而在返還后，駐日美軍仍然大量驻扎冲绳，使得冲绳民众对美軍的不满转移至对美軍软弱的日本中央政府，政治局势由“亲美暂缓返还对亲日立即缓返”，转变为“亲中央保留美軍对反中央立即撤离美軍”。

## 选举结果
- 投票率 ：76.32%[2]

| 當選 | 候选人   | 所屬黨派           | 立场   | 得票数  | 得票率 |
| ---- | -------- | ------------------ | ------ | ------- | ------ |
| 當選 | 屋良朝苗 | 知事选革新共斗会议 | 革新派 | 251,230 | 58.36% |
|      | 大田政作 | 自由民主黨         | 保守派 | 177,780 | 41.44% |